# Jidōhanbaiki ni Umarekawatta Ore wa Meikyū o Samayō
Jidōhanbaiki ni Umarekawatta Ore wa Meikyū o Samayō (jap. 自動販売機に生まれ変わった俺は迷宮を彷徨う) ist ein japanischer Online-Fortsetzungsroman von Hirukuma aus dem Jahr 2016, der seither in mehrere andere Medien umgesetzt wurde. Die Adaptionen als Light Novel, Manga und Anime wurden international als Reborn as a Vending Machine, I Now Wander the Dungeon bekannt. Die Isekai-Geschichte dreht sich um einen als Verkaufsautomat in einer anderen Welt wiedergeborenen Japaner.

## Inhalt
Ein zu Lebzeiten von Verkaufsautomaten begeisterter Japaner kommt bei einem Verkehrsunfall um und erwacht wiedergeboren an einem unbekannten See. Er muss feststellen, dass er nun selbst ein Verkaufsautomat ist und durch Einnahmen Punkte generieren muss, um am „Leben“ zu bleiben. Er bleibt jedoch lange einsam und wird sogar von Froschwesen angegriffen. So muss er Punkte einsetzen, um sich mit einer Barriere zu schützen und sich zu reparieren. Dabei bemerkt er immerhin, dass er sich wohl in einer anderen Welt mit Fantasy-Wesen befindet. Schließlich wird er von der Abenteurerin Lammis gefunden, die sich an seinem Angebot satt isst. Sie nimmt den Automaten – ein in dieser Welt ihr bisher unbekanntes Ding – mit sich in ihre Stadt. Er wird vor ein Gasthaus gestellt und Lammis bemerkt, dass der Automat ein Lebewesen ist. Mit seinen eingeschränktem Repertoire an Automatensätzen lernen sie miteinander zu kommunizieren. Und durch sein wechselndes, vielfältiges Angebot – der Automat kann mit dem Einsatz von Punkten auch seine Waren wechseln und neue erwerben – wird er bald bei den Menschen im Ort beliebt und zieht auch Kundschaft für das Gasthaus an.
Der von Lammis „Boxxo“ getaufte Automat weckt auch das Interesse anderer Hunter, wie Lammis eine ist. Unter Direktor Bär, Vorsitzendem der Hunter-Vereinigung in Bärengestalt, geht Boxxo auf eine Exkursion zur Bekämpfung der Froschmenschen. Bei der Versorgung der Truppe und sogar im Kampf kann er sich nützlich machen. Dabei machen er und Lammis Bekanntschaft mit dem Hunter Kerioyl und dessen Mitstreitern, der berühmten „Menagerie der Narren“. Kerioyls aufschneiderisches Gehabe ist Boxxo jedoch zuwider, sodass er die weitere Zusammenarbeit zunächst ablehnt. Doch die Gruppe kommt ihm zu Hilfe, als Boxxo kurz darauf von Ganoven entführt wird. Mit ihm rettet die Gruppe auch die magische Ingenieurin Hulemy. Die gute Freundin von Lammis konnte dank Boxxo überleben und ist nun endlich wieder mit ihren Freunden vereint. Mit ihr gemeinsam erleben sie weitere Abenteuer mit den Huntern oder mit den anderen Bewohnern der Stadt wie den Gastwirten oder dem eitlen reichen Mädchen Suori.

## Veröffentlichungen
Die von Hirukuma geschriebene Geschichte erschien zunächst von 3. März bis 18. Dezember 2016 als Fortsetzungsroman auf der Onlineplattform Shōsetsuka ni Narō. Kurze Fortsetzungen folgten in Januar und Februar 2017. Der Verlag Kadokawa Shoten erwarb die Rechte und brachte die Geschichte als Light Novel mit Illustrationen von Itsuwa Kato heraus. Diese dreibändige Ausgabe erschien von August 2016 bis Februar 2017. 2023 erschien anlässlich der Adaption als Anime eine Neuauflage mit Illustrationen von Yūki Hagure. Eine englische Fassung der Light Novel wurde von Yen On herausgegeben.
Eine Umsetzung als Manga startete im August 2021 im Magazin Gekkan Comic Dengeki Daioh bei Kadokawa. Geschrieben und gezeichnet wurde diese Serie von Kunieda. Sie erschien auch in bisher zwei Sammelbänden und wurde auf Englisch von Yen Press herausgegeben.

## Adaption als Anime
Eine Umsetzung des Fortsetzungsromans als Anime für das japanische Fernsehen entstand bei Studio Gokumi und AXsiZ. Das Drehbuch von Tatsuya Takahashi wurde unter der Regie von Noriaki Akitaya umgesetzt. Das Charakterdesign entwickelte Takahiro Sakai und die künstlerische Leitung lag bei Eiji Iwase. Die Tonarbeiten leitete Fumiyuki Go und für die Kameraführung war Masashi Uoyama verantwortlich.
Die 12 Folgen mit je 23 Minuten Laufzeit wurden vom 5. Juli bis 20. September 2023 von Tokyo MX, AT-X und BS NTV gezeigt. Parallel erfolgte die internationale Veröffentlichung per Streaming auf der Plattform Crunchyroll. Das Angebot umfasst Synchronfassungen in Deutsch, Englisch, Spanisch und weiteren Sprachen sowie Untertitel in diversen Sprachen. Im September 2023 wurde eine zweite Staffel angekündigt.

### Synchronisation
Die deutsche Synchronfassung entstand bei TNT Media in Potsdam unter der Regie von Julien Haggège. Die Dialogbücher schrieben Nicole Hise und Daniela Molina.
| Rolle        | japanischer Sprecher (Seiyū) | deutscher Sprecher |
| ------------ | ---------------------------- | ------------------ |
| Boxxo        | Jun Fukuyama                 | Julien Haggège     |
| Lammis       | Kaede Hondo                  | Anni C. Salander   |
| Hulemy       | Shiki Aoki                   |                    |
| Suori        | Shizuku Hoshinoya            | Ness Gerung        |
| Direktor Bär | Atsushi Miyauchi             | Erich Räuker       |
| Kerioyl      | Kazuya Nakai                 | Kevin Kraus        |

### Musik
Die Musik der Serie wurde komponiert von Keita Takahashi und Yūta Uraki. Das Vorspannlied ist Fanfare von Bradio und für den Abspann verwendete man das Lied Itsumo no Soup von  Peel the Apple.